# Mołodowo

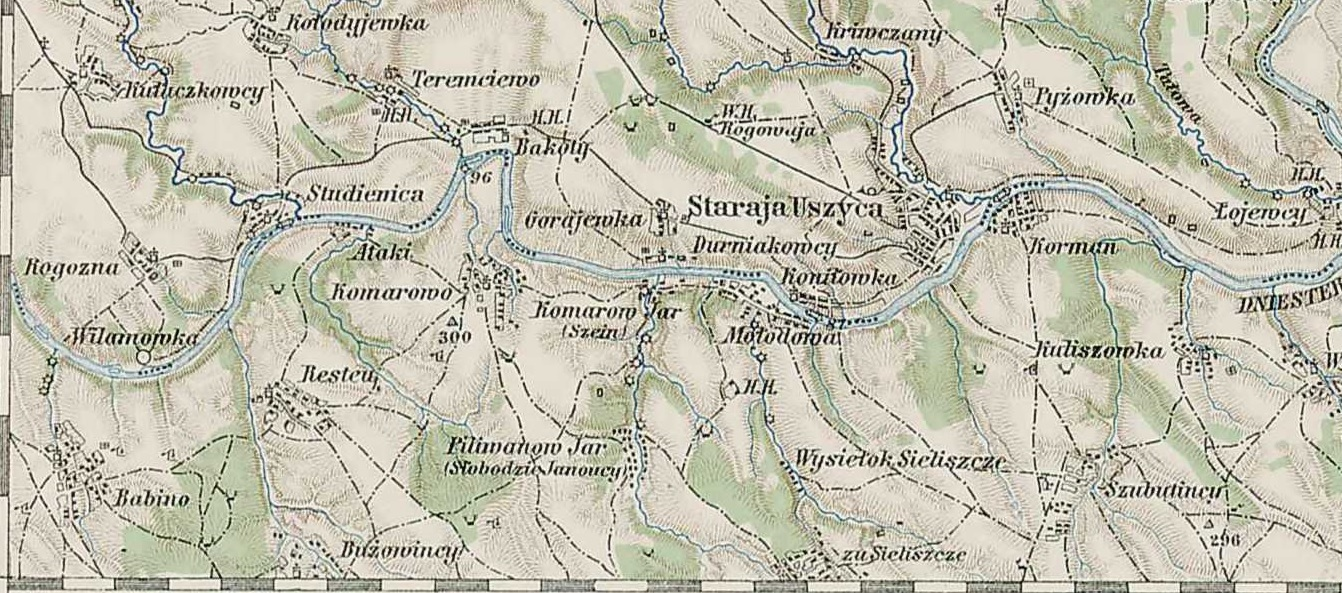
Mołodowa na mapie z 1910 r.

Mołodowo (ukr. Молодово) – grupa wielowarstwowych stanowisk archeologicznych znajdujących się na lessowej terasie na prawym brzegu Dniestru w pobliżu wioski Brataniwka (Братані́вка) w rejonie sokiriańskim w obwodzie czerniowieckim na Ukrainie.
Nazwa stanowisk pochodzi od wsi Mołodawa, która została zalana przez Zalew Dniestrowski i obecnie nie istnieje.  Miejscowość położona była na południe od miasta Stara Uszyca, po drugiej stronie Dniestru. Od miejscowości pochodzi również nazwa rezerwatu krajobrazowego Mołodiwskij jar (Молодівський яр). Jar położony jest na północno-wschodnich obrzeżach miejscowości Brataniwka (Братані́вка).
Stanowiska obejmują sekwencję poziomów paleolitycznych i mezolitycznych okresu od 45 do 7 tys. p.n.e., w których znaleziono liczne ślady fauny oraz narzędzia kamienne. Najważniejsze znaczenie mają stanowiska Mołodowo I, z warstwami mustiersko-lewaluaskimi z okresu ok. 50-40 tys. lat temu i Mołodowo V, z datowanymi na ok. 30-10 tys. lat temu warstwami graweckimi i epigraweckimi. Od stanowiska Mołodowo V pochodzi nazwa kultury mołodowskiej.